# Rhododendron praevernum
Rhododendron praevernum är en ljungväxtart som beskrevs av John Hutchinson. Rhododendron praevernum ingår i släktet rododendron, och familjen ljungväxter. Inga underarter finns listade i Catalogue of Life.